# إد هالي
إد هالي (بالإنجليزية: Ed Haley) هو عازف كمان ‏ وموسيقي أمريكي، ولد في 16 أغسطس 1885، وتوفي في 3 فبراير 1951.

## وصلات خارجية
- إد هالي على موقع ميوزك برينز (الإنجليزية)
- إد هالي على موقع ديسكوغز (الإنجليزية)